# North American FJ-1 Fury
Chiếc North American FJ Fury là kiểu máy bay phản lực đầu tiên được đưa vào hoạt động trong Hải quân Hoa Kỳ. Được đặt hàng vào cuối năm 1944 như là kiểu XFJ-1 trong cuộc cạnh tranh với các đề nghị khác của các hãng Douglas và Vought, chiếc Fury là kiểu máy bay tiêm kích cánh ngang, bộ càng đáp ba bánh, trang bị một động cơ turbo phản lực đặt dọc trong thân. Cánh, thân và buồng lái của nó khá giống kiểu máy bay tiêm kích gắn động cơ piston P-51 Mustang, một thành công rất lớn của North American Aviation trong Thế Chiến II. Thiết kế của nó cũng là căn bản cho việc thiết kế chiếc nguyên mẫu XP-86 mà sau này phát triển thành chiếc F-86 Sabre của Không quân Hoa Kỳ.

## Lịch sử phát triển

### FJ-1
Chuyến bay đầu tiên của chiếc nguyên mẫu XFJ-1 thực hiện vào ngày 11 tháng 9 năm 1946, và chiếc đầu tiên trong tổng số 30 chiếc được giao hàng vào tháng 10 năm 1947. Chiếc Fury hạ cánh lần đầu tiên xuống một tàu sân bay được thực hiện vào ngày 10 tháng 3 năm 1948 trên chiếc USS Boxer. Hoạt động trong Hải quân bởi Phi đội VF-51, chiếc FJ-1 đi tiên phong là máy bay phản lực hoạt động trên tàu sân bay và nhấn mạnh đến nhu cầu cần trang bị máy phóng cho tàu sân bay. Chiếc Fury có thể cất cánh mà không cần đến sự trợ lực của máy phóng, nhưng trên một sàn đáp đông đúc chật chội khả năng này ít có ý nghĩa thực tế.
Vì kiểu cánh thẳng được nhìn nhận vào lúc đó là giải pháp duy nhất cho tốc độ thấp và độ ổn định cần thiết để hạ cánh được trên tàu sân bay, chiếc FJ-1 đã sử dụng kiểu cánh thẳng.

### FJ-2
Vào năm 1951, những máy bay tiêm kích phản lực cánh thẳng của Hải quân có tính năng bay yếu kém nhiều so với kiểu máy bay cánh xuôi MiG-15 của Xô Viết hoạt động trong Chiến tranh Triều Tiên; còn những chiếc máy bay tiêm kích phản lực cánh xuôi đang trong lịch trình phát triển của Hải quân, gồm có chiếc F7U Cutlass và F9F Cougar, vẫn chưa sẵn sàng để hoạt động. Như là một giải pháp tạm thời, Hải quân đã mua ba chiếc máy bay tiêm kích phản lực cánh xuôi F-86E Sabres với các trang bị đặc trưng cho Hải quân và khung máy bay được gia cố chắc chắn hơn. Ba chiếc máy bay này được bay thử nghiệm từ tháng 12 năm 1951 dưới tên gọi XFJ-2. Thiết kế này sau đó được đưa vào sản xuất dưới tên gọi FJ-2, nhưng việc chế tạo khá chậm do nhu cầu cao của chiếc F-86 tại Triều Tiên; chiếc FJ-2 không được sản xuất với số lượng lớn cho đến khi cuộc xung đột kết thúc. Đến lúc đó, do FJ-2 có bánh đáp mũi và móc hãm yếu kém, Hải quân đã ưa chuộng chiếc F9F Cougar do tính năng bay tốt ở tốc độ thấp phù hợp để hoạt động trên tàu sân bay, nên 200 chiếc FJ-2 đã chế tạo được giao hàng cho Thủy quân Lục chiến Hoa Kỳ (như đã từng xảy ra cho chiếc F4U Corsair trong Thế Chiến II).

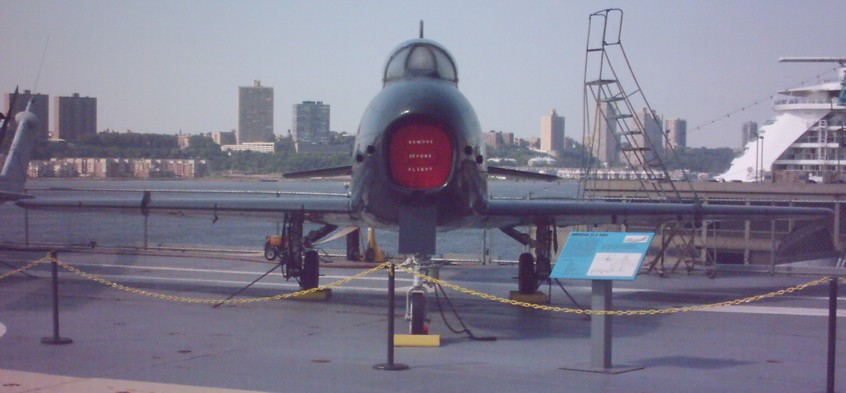
Một chiếc Fury trưng bày trên sàn đáp của tàu sân bay bảo tàng USS Intrepid.

### FJ-3
Việc phát triển phiên bản FJ-3, được trang bị một phiên bản chế tạo theo giấy phép nhượng quyền của kiểu động cơ turbo phản lực mới Armstrong Siddeley Sapphire, dẫn đến kết quả là chuyến bay đầu tiên diễn ra vào tháng 7 năm 1953. Việc giao hàng được bắt đầu từ tháng 9 năm 1954, và chiếc FJ-3 gia nhập hạm đội từ tháng 3 năm 1955. Một chiếc FJ-3 đã là máy bay tiêm kích đầu tiên hạ cánh trên chiếc siêu hàng không mẫu hạm mới USS Forrestal vào năm 1956. Có 538 chiếc FJ-3 được chế tạo, bao gồm 194 chiếc phiên bản FJ-3M có khả năng mang tên lửa không đối không AIM-9 Sidewinder. Sau này một số chiếc FJ-3 được cải tiến để điều khiển từ xa các máy bay giả lập mục tiêu Regulus và F9F-6K Cougar. Vào năm 1955 Hải quân bổ sung thêm kiểu cánh mới vốn đã thành công trên chiếc F-86F, cung cấp chỗ trống cho nhiên liệu phụ trội, và đến năm 1956 tái trang bị cho tất cả những chiếc phiên bản FJ-3 thiết bị tiếp nhiên liệu trên không kiểu vòi và phểu (probe-and-drogue).

### FJ-4
Những phiên bản cuối cùng của Fury là FJ-4 và FJ-4B, có nhiều cải tiến so với các phiên bản trước. Trữ lượng nhiên liệu chứa bên trong được gia tăng, đuôi và cánh được cải tiến để tăng khả năng điều khiển và sự ổn định khi hạ cánh trên tàu sân bay, và càng đáp được làm rộng thêm. Việc giao hàng những chiếc FJ-4 được bắt đầu từ tháng 2 năm 1955, và ngoại trừ một phi đội Hải quân huấn luyện phi công lái FJ-4B, FJ-4 chỉ được sử dụng bởi Thủy quân Lục chiến. Chiếc FJ-4B là một phiên bản máy bay tiêm kích-ném bom, có khả năng mang tải trọng vũ khí dưới cánh gấp đôi, bao gồm vũ khí nguyên tử trên đế giữa. Có 152 chiếc FJ-4 và 222 chiếc FJ-4B được chế tạo.

## Đặt lại tên
Với việc áp dụng Hệ thống Định danh máy bay Thống nhất các binh chủng Hoa Kỳ (1962), chiếc FJ-4 trở thành F-1E và chiếc FJ-4B trở thành AF-1E. AF-1E phục vụ cho các đơn vị thuộc Hải quân Trừ bị Hoa Kỳ cho đến cuối những năm 1960. Có tổng cộng 1.115 chiếc Fury được đưa ra sử dụng trong Hải quân và Thủy quân Lục chiến Hoa Kỳ trong suốt vòng đời của nó.

## Các nước sử dụng
Hoa Kỳ
- Hải quân Hoa Kỳ
- Thủy quân Lục chiến Hoa Kỳ

## Đặc điểm kỹ thuật (FJ-4)
Tham khảo: American Military Aircraft

### Đặc tính chung
- Đội bay: 01 người
- Chiều dài: 11,1 m (36 ft 4 in)
- Sải cánh: 11,9 m (39 ft 1 in)
- Chiều cao: 4,2 m (13 ft 11 in)
- Diện tích bề mặt cánh: 31,46 m² (338,66 ft²)
- Lực nâng của cánh: 341,7 kg/m² (69,9 lb/ft²)
- Trọng lượng không tải: 5.992 kg (13.210 lb)
- Trọng lượng có tải: 9.130 kg (20.130 lb)
- Trọng lượng cất cánh tối đa: 10.750 kg (23.700 lb)
- Động cơ: 1 x động cơ Wright J65-W-16A turbo phản lực, lực đẩy 7.700 lbf (34 kN)

### Đặc tính bay
- Tốc độ lớn nhất: 1.090 km/h (680 mph) ở 10.670 m (35.000 ft)
- Tầm bay tối đa: 3.250 km (2.020 mi) với 2 thùng nhiên liệu phụ 760 L (200-gallon) và 2 tên lửa AIM-9 Sidewinder
- Trần bay: 14.300 m (46.800 ft)
- Tốc độ lên cao: 38,9 m/s (7.660 ft/min)
- Tỉ lệ lực đẩy/khối lượng: 0,325

### Vũ khí
- 4 × pháo 20 mm (0,787 in)
- 1.400 kg (3.000 lb) vũ khí dưới cánh, kể cả tên lửa
- 4 × tên lửa AIM-9 Sidewinder missiles

## Nội dung liên quan

### Máy bay liên quan
- F-86 Sabre
- Canadair Sabre
- F-100 Super Sabre
- North American YF-93

### Máy bay tương tự
- F9F Cougar
- F-84F Thunderstreak
- T-2 Buckeye
- Mikoyan-Gurevich MiG-15
- Mikoyan-Gurevich MiG-17
- Dassault Mystère
- Saab Tunnan
- Supermarine Swift

### Trình tự thiết kế
- Trình tự Hải quân (trước năm 1962):
  - FA - FB - FF - FJ - FL - FM - FO
- Trình tự thống nhất các binh chủng (sau năm 1962):
  - F-1 - F-2 - F-3 - F-4 - F-5

### Danh sách liên quan
- Danh sách máy bay chiến đấu
- Danh sách máy bay quân sự Hoa Kỳ